# Bumdeling Gewog
Bumdeling (bhutanisch བུམ་སྡེ་གླིང་) ist einer von acht Gewogs im Distrikt Trashiyangtse. Der auf einer Höhe von 1940 m gelegene Gewog hat eine Gesamtfläche von 851 km² bei einer Einwohnerzahl von 2129, die sich auf 15 Dörfer und 384 Haushalte verteilt. Etwa 73 % der Fläche ist von Wald bedeckt.

## Sehenswürdigkeiten
Innerhalb des Gewogs liegt das Ramsar-Gebiet Bumdeling.
Das Kloster Dechenphodrang befindet sich auf einer Höhe von 2260 m, etwa eine halbe Stunde vom Dorf Wogmanang entfernt.

## Chiwogs
| Name                   | Bhutanischer Name |
| ---------------------- | ----------------- |
| Pangkhar Taphel        | སྤང་མཁར་_རྟ་འཕེལ་    |
| Bomdir Wogmanang       | སྦོམ་འདིར་_འོག་མ་ནང་  |
| Betsamang              | སྦེ་རྩ་མང་           |
| Ngalimang Phanteng     | ང་ལི་མང་_ཕན་སྟེང་    |
| Gangkhardoong Tshaling | སྒང་མཁར་དུང་_ཚྭ་གླིང་  |